# 32 Pułk Piechoty (austro-węgierski)
Węgierski Pułk Piechoty Nr 32 (niem. Ungarisches Infanterieregiment Nr. 32) – pułk piechoty cesarskiej i królewskiej Armii.

## Historia pułku
Pułk kontynuował tradycje pułku utworzonego w 1741 roku. 
Okręg uzupełnień nr 32 Budapeszt na terytorium 4 Korpusu.
W swojej historii nosił między innymi następujące imię:
- 1834–1875 – Erzherzog Franz Ferdinand d’Este Herzog von Modena,
- 1888–1918 – cesarzowa i królowa Maria Teresa Habsburg.

Kolory pułkowe: błękitny (himmelblau), guziki złote. 
Skład narodowościowy w 1914 roku 91% – Węgrzy.
Dyslokacja w roku 1873
Dowództwo w Cattaro komenda uzupełnień oraz batalion zapasowy w Ofen.
Dyslokacja w latach 1904–1905
Dowództwo wszystkie bataliony oprócz II w Budapeszcie, II batalion w Bileku.
Dyslokacja w latach 1906–1908
Dowództwo oraz bataliony II i IV w Wiedniu, I batalion w Wöllersdorfie, III batalion w Budapeszcie.
Dyslokacja w latach 1908–1911
Dowództwo oraz wszystkie bataliony oprócz III w Wiedniu, III batalion w Budapeszcie.
Dyslokacja w latach 1912–1914
Dowództwo oraz wszystkie bataliony oprócz III w Trieście, III batalion w Budapeszcie.
Przydział w roku 1914
28 Dywizja Piechoty.

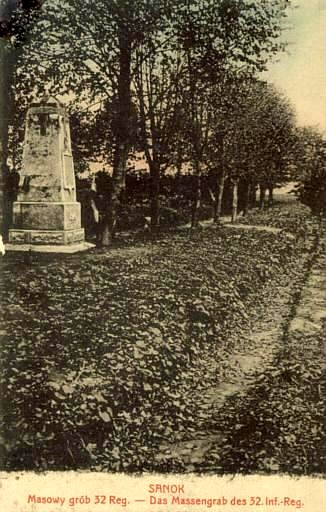
Nieistniejący masowy grób 32 pułku na cmentarzu Centralnym w Sanoku

W czasie I wojny światowej pułk walczył z Rosjanami w 1914 w Królestwie Kongresowym w okolicach Łodzi. Żołnierze pułku są pochowani m.in. na cmentarzach: Kotowicach, Tomaszowie Mazowiecki oraz Łęczycy.

## Komendanci pułku
- 1873 – płk. Maximilian v. Cruss
- 1903–1904 – płk Rudolf Cankl
- 1905–1908 – płk Wilhelm Nickl
- 1909–1910 – płk Seine k.u.k. Hoheit Erzherzog Peter Ferdinand
- 1911–1913 – płk Blasius Dáni v. Gyarmata
- 1914 – płk Karl Heisegg